# یواس‌اس آستریچ (ای‌ام‌اس-۲۹)
یواس‌اس آستریچ (ای‌ام‌اس-۲۹) (به انگلیسی: USS Ostrich (AMS-29)) یک کشتی بود که طول آن ۱۳۶ فوت (۴۱ متر) بود. این کشتی در سال ۱۹۴۴ ساخته شد.